# Bitva na řece Trebia (antika)
Bitva na řece Trebia, která leží blízko Piacenzy v severní Itálii, se odehrála v prosinci roku 218 př. n. l. v rámci punských válek. Střetla se v ní kartaginská armáda pod vedením Hannibala (10 000 jezdců a 20 000 pěšáků) a římská armáda pod vedením Sempronia Longa a Publia Cornelia Scipiona (4000 jezdců a 32 000 pěšáků). Římské vojsko, které bylo v tehdejší době jednou z nejobávanějších a nejúspěšnějších formací starověku, zde utržilo zdrcující porážku a Hannibal naopak prokázal své geniální vojevůdcovské schopnosti. Tato bitva vedla k bitvě u Kann, která se ukázala jako nejhorší katastrofa pro římskou armádu, a Hannibalovo jezdectvo zde ukázalo své nesporné kvality oproti jízdě římské.

## Pozadí
Hannibal nenáviděl Řím a Římany způsobem, který byl přímo legendární. Jeho nenávist však nebyla slepá. Řím porazil punské Kartágo v první punské válce v letech 264 až 241 př. n. l. se značnými obtížemi. Co však učinilo druhé střetnutí nevyhnutelným, byla skutečnost, že Římané využili příhodné situace, která nastala, když Kartágo sužovala vzpoura jeho žoldnéřské armády, a zmocnili se Sardinie a Korsiky. Vyhlášením války Kartágu v roce 238 si Římané zajistili nejen tyto dva ostrovy, ale také odškodnění ve výši 1700 talentů stříbra a nehynoucí nenávist rodiny Barků vůči všemu římskému (Hamilkar Barkas potlačoval zmíněné povstání žoldnéřů a přitom se musel dívat, jak Římané využívají těžkých časů jeho státu a požadují na Kartágu splnění dalších a dalších požadavků).

### Hledání nové kolonie
Po potlačení žoldnéřského povstání se Kartágo začalo rozhlížet po nové kolonii, kterou by mohlo dobýt. Skupina kupců, jež Kartágo vedla, objevila nové zdroje zisků a nové příležitosti v Hispánii a za účelem jejich využití tam vyslala právě Hamilkara. Země převážně osídlena keltskými národy byla známa bohatým výskytem stříbra a nacházela se, alespoň zatím, mimo zájmovou sféru Říma. Na španělském pobřeží kromě toho ležela stará foinická kolonie Gades, ideální přístav pro punskou flotilu. Slovy Caesara Hamilkar přišel, viděl a zvítězil, ale nechtěl zdejší obyvatele pobít, nýbrž z nich udělat spojence. V roce 229 př. n. l. zemřel při obléhání města a velení se ujal jeho syn Hasdrubal, který dokončil podmanění Španělska a založil zde nové město Carthago Nova. Řím se bál rychlého vzestupu Kartága, a tak s ním uzavřel dohodu, která udávala hranici Španělska podmaněného Kartágem. Tuto hranici udávala řeka Ebro. Po smrti Hasdrubala (byl zabit otrokem) se velení ujal další syn Hamilkara, Hannibal.

### Vyhlášení války a pochod do Itálie
Střetnutí, které rozhodlo o budoucnosti západního Středomoří, vzplanulo tak jako první punská válka v důsledku lokálního konfliktu. Město Sanguntum na španělském pobřeží se vojensky střetlo se svými iberskými sousedy, kteří se těšili ochraně Kartáginců. Po měsíci trvajícím obléhání, tuto Řeky kdysi založenou kolonii, která svého času uzavřela pakt s Římem, Hannibalovy oddíly dobyly. Římský senát reagoval neprodleně a do Kartága vyslal delegaci. Avšak Římané byli na válku už stejně připraveni.
Psal se rok 218 př. n. l., když se u města Carthago Nova dala do pohybu mohutná armáda. Hannibalovo vojsko postupovalo rázně dál. V průběhu mála měsíců přešla mohutná armáda Španělskem a překonala Pyreneje. Díky svým zvědům věděl vojevůdce, že v okolí dnešní Marseille číhají římské legie. Kartaginské vojsko proto podle plánu odbočilo k severu a pak zas na východ. Tam na ně čekal další mocný nepřítel – Alpy. Za pouhých 15 dnů dorazil Hannibal do Itálie. Dá-li se plně věřit tradici, vyžádal si přechod Alp strašné ztráty (prý až 20 000 mužů). I když cestovali uprostřed zimy, tak tuto cestu stihli velmi rychle, a to díky silné vůli a důkladném plánování. Vzhledem k obratnosti, s níž Hannibal velel své armádě při přechodu do Itálie, a neuvěřitelně rychlému přesunu slonů přes hory, se stal Hannibal opravdu strašlivým protivníkem.

## Bitva

### Cesta k bitvě

Hannibalův pochod

Po příchodu na italskou půdu se zdálo, že Hannibalův plán vychází. K jeho vojsku se po tisících přidávali Galové. Jejich kmeny byly v urputných krvavých bojích Římany podrobeny teprve před několika lety. Teď věřili, že se jim nenáviděné římské jho podaří setřást. Příchod kartaginských vojsk nenašel vrchní velení ve městě nad Tiberou nepřipravené, protože Hannibalovy plány nezůstaly římským zvědům utajeny. Řím rychle zareagoval a konzul Scipio, který na Kartaginské se svými legiemi číhal původně v jižní Galii, přemístil své vojsko kvůli Hannibalovu rychlému přesunu přes Alpy včas do severní Itálie a do Hispánie vyslal pouze nevelký počet vojáků pod vedením svého bratra Gnaea, který měl za úkol pozdržovat zásobování pro nepřítele. U italské řeky Ticino se ale Hannibalovi podařilo zvítězit, a to hlavně díky jeho numidské jízdě. Sám Scipio byl v bitvě zraněn a stáhl se do opevněného města Placentie. Senát se dozvěděl o tomto nezdaru a okamžitě vyslal posily pod vedením Scipionova spolukonzula Sempronia Longa. Longus, který kvůli vážnému zranění Scipiona převzal velení na oběma armádami, se hned vydal za Hannibalem a dostihl jej u řeky Trebia.

### Průběh bitvy
Hannibal před samotnou bitvou vyjel na průzkum i se svým mladším bratrem Magonem. Vzali s sebou asi 2000 příslušníků pěchoty a jezdectva, zjistili pohyb římského předvoje a objevili odvrácený svah, kde se skryli a čekali na příhodný okamžik. Hořkost, která přetrvávala u římského účastníka bitvy, měla patrně vliv na Liviův popis strádající římské armády, když muži chvějící se zimou pochodovali do Hannibalovy důmyslné pasti. Za úsvitu se před Semproniovým ležením náhle objevila Hannibalova numidská jízda a snažila se přimět Římany k boji krupobitím šípů. Sempronius okamžitě vyslal svoji vlastní jízdu a lehkou pěchotu, čímž vyčerpal své síly a střelivo ve zbytečném střetnutí.
Řeka Trebia byla mrazivě studená, takže římská pěchota při jejím přechodu prochladla a dále již poněkud demoralizovaná postupovala směrem k přívětivým ohňům kartaginského tábora, kde je očekávali Hannibalovi dobře živení a tepla si užívající vojáci. Sempronius však chtěl dosáhnout co nejdříve vítězství a ignoroval tedy psychický a duševní stav svých jednotek. To mělo velký dopad na kvalitu jejich boje. Hannibalův plán bitvy počítal s tím, že využije svých vojáků jako skutečný mlýnek na maso v čele s lehkou pěchotou, která zasype unavené Římany z bezpečné vzdálenosti oštěpy a poté ustoupí. Tyto jednotky se rychle stáhly zpět dříve, než na scénu dorazily sevřené a účinné římské legie, z nichž čtyři, umístěné ve středu, byly složené z římských občanů. Čtyři další legie na křídlech pak byly složené z Římany podrobených Italiků. Hannibal si ponechal svoje slony za bitevními liniemi, kde sloužili jako střelecké základny, zatímco se lehká pěchota velmi organizovaně stáhla za dlouhou linii, kterou tvořilo 20 000 Hannibalových příslušníků iberské jízdy a neznámý počet galských spojenců. Díky dlouhodobé vojenské tradici a drilu odpověděli legionáři Říma svými těžkými oštěpy a zkázu roznášeli také. Pomalu, ale jistě se blížili do středu kartaginského vojska. Římská jízda však brzy zjistila, proč Hannibal věnoval takové úsilí dopravě svých slonů do Itálie. Koně Římanů se začali plašit, protože nemohli vystát zjev ani pach těchto zvířat. Hannibalova lépe vycvičená jízda poté začala drtit křídla Římanů. Semproniovy výrazně omezené velitelské schopnosti mu nenabídly lepší řešení než stále útočit na Hannibalův střed. Hannibal odpověděl přesunem slonů proti římské lehké pěchotě, která zvířata odháněla a dal pokyn skrytému Magonovu vojsku. I přes zhoršující se počasí se mu povedlo, že nejzazší řady římských křídel ztratily kontakt se středem. Sempronius v nastalém chaosu netušil, jak si jeho armáda vede a po zjištění, že se čtvrtina jeho armády probila kartaginským středem, se domníval, že zvítězil. Ale to už padlo 26 000 Římanů a ti zbylí rychle utíkali z bitevního pole. Přeživší se vydali opět do Placentie.

### Důsledek bitvy
Po této bitvě Hannibal porazil Římany ještě v bitvě u Trasimenského jezera a potom v legendární bitvě u Kann. Avšak tyto bitvy nevedly k pádu Říma, jak si Hannibal myslel, ale naopak ke zničení Kartága. Zanechaly totiž v srdcích Římanů strach z Kartága, takže byli naprosto rozhodnuti ho zcela zničit. Po zničení Kartága se Řím stále rozrůstal, až se stal světovou velmocí číslo jedna. Bitva na řece Trebie tedy nakonec vedla k pádu Kartága a vzestupu Říma.